# Allan Martin (football)
Pour les articles homonymes, voir Allan Martin.
Allan Martin est un footballeur écossais, né le 26 février 1872 dans le Renfrewshire et mort le 12 mai 1906 à Springburn.

## Biographie
Allan Martin évolue au St Bernard's Football Club avant de rejoindre en 1893 Hibernian FC. Il joue ensuite une saison au Celtic Football Club puis retourne à Hibernian Football Club. Il inscrit 21 buts en 22 rencontres avec le Celtic FC et remporte la Coupe de Glasgow en 1895.
En 1895–1896, le club remporte le championnat et, à titre personnel, il termine meilleur buteur du championnat. Lors de cette saison, il dispute une rencontre avec la Scottish Football League XI, en février, face à l'Irish League. Il inscrit un hat-trick et les Écossais s'imposent sur le score de trois buts à deux.
Il retourne la saison suivante au Hibernian FC avec qui il termine vice-champion derrière Heart of Midlothian. Il quitte le club en fin de saison 1899 sur une quatrième place en championnat.
Il meurt le 12 mai 1906 à Springburn des suites de la tuberculose,

## Palmarès
Hibernian FC
- Vice-champion du Championnat d'Écosse de football (1) :
  - 1897.

Celtic FC
- Champion du Championnat d'Écosse de football (1) :
  - 1896.
- Meilleur buteur du Championnat d'Écosse de football (1) :
  - 1896: 19 buts.